# بيفور كرايسيس: فاينل فانتسي 7
بيفور كرايسيس: فاينال فانتازي 7 (بالإنجليزية: Before Crisis: Final Fantasy VII)‏ و (باليابانية: ビフォア クライシス -ファイナルファンタジーVII) هي لعبة فيديو أكشن تقمص الأدوار تم إنتاجها في سنة 2004 وقد تم تطويرها وإنتاجها من قبل شركة سكوير إنكس لأجهزة سوفتبانك كورب وإيزويب.